# .st
.st és el domini de primer nivell territorial (ccTLD) de São Tomé i Príncipe. El codi es promociona a tot el món, com a abreviatura d'entitats diverses.

## Dominis de segon nivell
El registre es pot fer directament al segon nivell, però alguns noms estan reservats per utilitzar-se en registres especialitzats de tercer nivell (encara que no tots es fan servir actualment):
- nic.st: Registre de domini oficial del .st
- gov.st: Governm de São Tomé i Príncipe
- saotome.st: Illa de São Tomé
- principe.st: Illa de Príncipe
- consulado.st: Consolats de São Tomé i Príncipe
- embaixada.st: Ambaixades de São Tomé i Príncipe
- org.st, edu.st, net.st, com.st, store.st, mil.st, co.st

## Altres usos
El domini .st es promociona per a ús general, i se'n suggereixen una colla de possibles significats, que inclouen l'abreviació de "street" (carrer, en anglès), la de "Star Trek" i d'altres. El domini .st també s'utilitza sovint per crear noms de domini que coincideixin amb paraules que acaben en st, com ara bur.st.

### Smalltalk
La comunitat del llenguatge de programació Smalltalk també utilitza aquesta extensió. Tant "The World of Smalltalk" (www.world.st Arxivat 2018-12-21 a Wayback Machine.) com la plataforma d'aplicacions Seaside (www.seaside.st) utilitzen .st al seu nom de domini.

### Estíria
L'estat d'Estíria, a Àustria, utilitza ST com a abreviatura no oficial, però freqüent. Per tant, alguns negocis d'Estíria l'utilitzen en comptes del .at propi d'Àustria. També hi ha alguns registres del Tirol del Sud, una província italiana autònoma, de parla principalment alemanya, que utilitzen l'extensió .st per denotar el nom alemany de Südtirol en comptes del .it.

### Escurçador d'URLs delWashington Post
El Washington Post utilitza .st com a part del seu domini wapo.st. El seu URL amb .st fa de redirector per enviar els lectors a articles diferents del seu web. És pràctic quan la llargada de l'URL és important, com a Twitter. The Economist fa el mateix, amb econ.st.